# 金玺碧
金玺碧（韓語：김새벽，1986年10月24日—），韩国女演员。2011年参演电影《Romance Joe》和《陽光姊妹淘》作为演员正式出道，同年在独立电影《无以名状的忧愁》中首次担纲主演。2014年主演的电影《仲夏幻想曲》刷新独立电影的票房纪录，她也因此被大众熟知，成为独立电影界备受关注的演员之一。2019年凭借电影《蜂鸟》中的英智一角获得第56屆百想藝術大獎电影部门最佳女配角。

## 影视作品

### 电影
- 2011年：《陽光姊妹淘》饰演 过去二年级3班的班长
- 2012年：《无以名状的忧愁（朝鲜语：줄탁동시）》饰演 纯喜
- 2013年：《嘴上说着很累》
- 2013年：《第一次很难》
- 2013年：《深思熟虑的夜晚》饰演 女子
- 2014年：《万神（朝鲜语：만신）》饰演 朴氏的妻子
- 2014年：《这是我们的结局（朝鲜语：이것이 우리의 끝이다）》饰演 敏熙
- 2014年：《老千：神之手》饰演 脱北的女人
- 2014年：《举报者》饰演 研究员2
- 2015年：《仲夏幻想曲（朝鲜语：한여름의 판타지아）》饰演 慧贞
- 2015年：《不同的夜晚 不同的声音》饰演 恩林
- 2016年：《雪行（朝鲜语：설행 눈길을 걷다）》饰演 年轻时期的特蕾莎修女
- 2016年：《竞走女王（朝鲜语：걷기왕）》饰演 班主任老师
- 2016年：《周三祈祷会》饰演 素妍
- 2016年：《鸟儿归来的时间》饰演 瑾熙
- 2016年：《蔡氏电影厅》饰演 明顺
- 2017年：《之后》饰演 李昌淑
- 2017年：《初行（朝鲜语：초행）》饰演 智英
- 2018年：《蚕室（朝鲜语：누에치던 방）》饰演 女高中生/金裕英
- 2018年：《蓝色嘴巴的脸（朝鲜语：파란 입이 달린 얼굴）》饰演 珍熙
- 2018年：《青葱时代》饰演 监护人监督官
- 2018年：《走路的好日子（朝鲜语：걷기 좋은 날）》饰演 世碧
- 2018年：《草叶集（朝鲜语：풀잎들）》饰演 智英
- 2019年：《那些面孔（朝鲜语：얼굴들 (2019년 영화)）》饰演 慧珍[6]
- 2019年：《国境之王（朝鲜语：국경의 왕）》饰演 裕珍
- 2019年：《反抗：柳宽顺的故事（朝鲜语：항거: 유관순 이야기）》饰演 金香花（朝鲜语：김향화）
- 2019年：《蜂鸟》饰演 英智
- 2020年：《逃走的女人（朝鲜语：도망친 여자）》饰演 宇珍
- 2020年：短篇《最后的客人》
- 2021年：《有功者（朝鲜语：유공자）》饰演 把儿
- 2021年：《在你面前（朝鲜语：당신 얼굴 앞에서）》饰演 老房子的主人
- 2021年：《小说家久保的一天（朝鲜语：소설가 구보의 하루）》饰演 智宥[7]
- 2021年：《王者制造：选战之狐》饰演 明淑
- 2022年：《苏菲的世界》饰演 秀英[8]
- 2022年：《嬰兒轉運站》饰演 宋某的妻子
- 2023年：《灵魂伴侣》饰演 兽医（友情出演）
- 2023年：短片《代替谢谢你的话》（잘 봤다는 말 대신）[9]

### 电视剧
- 2012年：SBS《幽靈》饰演 白英瑞
- 2012年：KBS2《KBS Drama Special－回家》饰演 洪伊
- 2018年：KBS2《KBS Drama Special－逃避者们》饰演 世英[10]
- 2021年：tvN《Hometown》饰演 林世允
- 2022年：KBS2《KBS Drama Special－沉默的羔羊》饰演 崔亨媛[11]
- 2023年：Netflix《女王制造者》饰演 殷彩领
- 2024年：TVING《愛情少一啪》饰演 世妍
- 2024年：JTBC《沒有秘密》饰演 蔡妍

## 获奖及提名
| 年份 | 颁奖礼                     | 奖项                    | 作品           | 结果 |
| ---- | -------------------------- | ----------------------- | -------------- | ---- |
| 2015 | 第24届釜日電影獎           | 最佳新人女演员          | 《仲夏幻想曲》 | 提名 |
| 2016 | 第3届野花电影奖            | 最佳女主角              | 《仲夏幻想曲》 | 提名 |
| 2016 | 第52屆百想藝術大獎         | 电影部门 最佳新人女演员 | 《仲夏幻想曲》 | 提名 |
| 2018 | 第55屆大鐘獎               | 最佳女配角              | 《青葱时代》   | 提名 |
| 2019 | 第6届野花电影奖            | 最佳女配角              | 《草叶集》     | 獲獎 |
| 2019 | 第28屆釜日電影獎           | 最佳女配角              | 《草叶集》     | 提名 |
| 2019 | 第40屆青龍電影獎           | 最佳女配角              | 《蜂鸟》       | 提名 |
| 2019 | 马来西亚金球奖             | 最佳女配角              | 《蜂鸟》       | 獲獎 |
| 2019 | 第39届韩国电影评论家协会奖 | 最佳女配角              | 《蜂鸟》       | 獲獎 |
| 2019 | 法罗群岛电影节             | 最佳女配角              | 《蜂鸟》       | 提名 |
| 2020 | 第56屆大鐘獎               | 最佳女配角              | 《蜂鸟》       | 提名 |
| 2020 | 第25届春史電影獎           | 最佳女配角              | 《蜂鸟》       | 提名 |
| 2020 | 第29屆釜日電影獎           | 最佳女配角              | 《蜂鸟》       | 提名 |
| 2020 | 第7届野花电影奖            | 最佳女配角              | 《蜂鸟》       | 提名 |
| 2020 | 第56屆百想藝術大獎         | 电影部门 最佳女配角     | 《蜂鸟》       | 獲獎 |